# Pandita sinoria
Pandita sinoria är en fjärilsart som beskrevs av Felder 1867. Pandita sinoria ingår i släktet Pandita och familjen praktfjärilar. Inga underarter finns listade i Catalogue of Life.